# Justin y la espada del valor
Justin y la espada del valor (Justin y los Caballeros del Valor en Hispanoamérica, Justin and the Knights of Valour en inglés) es una película española-británica de fantasía animada por ordenador en 3D en inglés y español de 2013 cuyo título provisional fue Goleor: The Scales and the Sword. Es la historia de un niño llamado Justin, que quiere convertirse en un caballero como su abuelo Sir Roland. Fue producida, creada, desarrollada y animada por Kandor Graphics, fue la segunda de sus dos películas animadas. (La primera fue El lince perdido de 2008) Fue producida por Antonio Banderas, Marcelino Almansa, Kerry Fulton y Ralph Kamp. Fue escrita por Matthew Jacobs y Manuel Sicilia con música de Ilan Eshkeri. Fue editada por Claudio Hernández y dirigida por Manuel Sicilia. Sony Pictures Entertainment la distribuyó en España y Entertainment One en Reino Unido.

## Reparto

### Personajes
- Freddie Highmore como Justin, un adolescente que sueña con convertirse en un caballero como su abuelo. Justin pronto se embarca en una búsqueda para lograr su sueño. Es tímido, carece de confianza en sí mismo, tiene una constitución ligera y es torpe. Sin embargo, también es valiente, decidido, sincero, inteligente y guapo.
- Saoirse Ronan como Talia, una adolescente que es camarera proviene de una familia numerosa. Cansada de su trabajo y buscando la emoción de una aventura, Talia pronto se une a Justin y finalmente se enamora profundamente de él. Es hermosa para su edad con cabello largo y castaño, es hábil en la lucha, ingeniosa, ama la aventura y se preocupa mucho por los demás.
- James Cosmo como Blucher, uno de los monjes, ex caballero y mejor amigo de Sir Roland.
- Charles Dance como Legantir, el monje principal.
- Tamsin Egerton como Lara, la ex enamorada de Justin e hija del pionero económico del reino. Tiene cabello rubio, muchos vestidos y maquillajes, y es bastante egoísta e insensible a los sentimientos de los demás.
- Antonio Banderas como Sir Clorex, un pulidor de armaduras que se hace pasar por un vanidoso caballero.
- Rupert Everett como Sota, El hábil y valiente espadachín, el leal aliado de Justin, enfrenta varios desafíos con él y lucha contra las fuerzas del mal.
- Barry Humphries como Braulio, monje e inventor.
- Alfred Molina como Reginald, el padre de Justin. Es el abogado principal del reino y vehementemente está en contra los caballeros. Quiere que su hijo se convierta en abogado como él.
- Mark Strong como Heraclio, un ex caballero que traicionó su reino y asesinó a Sir Roland.
- Angela Lansbury como La Bruja, una anciana sabia que predice el futuro. Es experta en magia negra y colabora con Heraclio.
- David Walliams como Melquiades / Karolius, un mago peculiar con una extraña personalidad dividida que acompaña a Justin y Talia en sus viajes.
- Julie Walters como Gran, la abuela de Justin y la madre de Reginald.
- Olivia Williams como la reina de Gabylonia, gobernadora del reino. Tras el asesinato de su marido, proscribió a todos los caballeros.

### Doblaje[1]
| Personaje  | Actor de voz original | Doblaje al español para España | Actor de doblaje al español para América Latina |
| ---------- | --------------------- | ------------------------------ | ----------------------------------------------- |
| Justin     | Freddie Highmore      | Adolfo Moreno                  | Alejandro Graue                                 |
| Talia      | Saoirse Ronan         | Inma Cuesta                    | Luciana Falcón                                  |
| Sir Clorex | Antonio Banderas      | Antonio Banderas               | Pablo Gandolfo                                  |
| Lara       | Tamsin Egerton        | Mar Bordallo                   | Constanza Faraggi                               |
| Heraclio   | Mark Strong           | Juan Carlos Gustems            | Javier Gómez                                    |
| Bruja      | Angela Lansbury       | Marisa Marco                   | Angela Villanueva                               |
| Sota       | Rupert Everett        | Iván Muelas                    | Pedro Ruiz                                      |
| Gran       | Julie Walters         | Pilar Gentil                   | Angélica Vargas                                 |
| Blucher    | James Cosmo           | Luis Gaspar                    | Adrián Wowczuk                                  |
| Legantir   | Charles Dance         | Claudio Rodríguez              | Gustavo Bonfigli                                |
| Braulio    | Barry Humphries       | Víctor Agramunt                | Ariel Abadi                                     |
| Melquiades | David Walliams        | Juan Perucho                   | Mario De Candia                                 |
| Reginald   | Alfred Molina         | Lorenzo Beteta                 | Carlos Celestre                                 |
| Reina      | Olivia Williams       | Victoria Angulo                | Karin Zavala                                    |

## Producción

### Desarrollo
El 21 de septiembre de 2012, se anunció que Manuel Sicilia iba a dirigir y escribir la película con Matthew Jacobs. La producción, el desarrollo y el rodaje comenzaron el 28 de agosto de 2013. La película originalmente se iba a titular Goleor: The Scales and the Sword.

### Música
Ilan Eshkeri marcó la música de la película y su banda sonora. La banda sonora también contiene "Kung Fu" interpretado por Ash, "Be Myself" interpretado por Aiden Grimshaw en su álbum Misty Eye, "It's a Party" interpretado por The Subways en el álbum Money and Celebrity y "Heroes" interpretado por Rebecca Ferguson & La Orquesta Metropolitana.

### Animación y efectos especiales
La película se realizó en animación por ordenador en 3D y los efectos especiales de animación en 3D para la película fueron realizados por Post23.

### Fundición
En septiembre de 2011, se anunció que Freddie Highmore interpretaría el papel principal en la película, mientras que Saoirse Ronan y Antonio Banderas estaban en las primeras conversaciones para unirse al elenco. El 3 de junio de 2013, James Cosmo, Charles Dance, Tamsin Egerton, Rupert Everett, Barry Humphries, Alfred Molina y Mark Strong también estaban en las conversaciones finales para unirse a la película, David Walliams se agregó al elenco, interpretando a Melquiades también conocido como Karolius. , un mago y el 17 de junio de 2013, Julie Walters y Olivia Williams se unieron al elenco de la película, interpretando a la abuela Lilly y la reina.
El 9 de septiembre de 2011, Freddie Highmore, Saoirse Ronan, Julie Walters, Alfred Molina, Mark Strong, Rupert Everett y Banderas se unen al elenco de voces.

## Recepción
El sitio web del agregador de reseñas Rotten Tomatoes informó de una calificación de aprobación del 13% para la película con una calificación promedio de 3.93/10 basada en 15 reseñas.
Las críticas se centraron en la animación, Andrew Osmond de Empire describió como "terrible [y] deficiente". Se hicieron otras críticas al guion. Jayne Nelson de SFX Magazine señaló: "La acción es torpe, los chistes fallan una y otra vez, y el guion se esfuerza tanto por despegar del suelo que casi puedes sentir el viento golpeándote en el besador con sus frenéticos aleteos. . "

## Premios y nominaciones

### 69.ª edición de las Medallas del Círculo de Escritores Cinematográficos[3]
| Categoría                       | Resultado |
| ------------------------------- | --------- |
| Mejor largometraje de animación | Ganador   |

### Premios Goya
| Año  | Categoría                   | Resultado |
| ---- | --------------------------- | --------- |
| 2014 | Mejor película de animación | Nominada  |

### Premios Platino
| Año  | Categoría                   | Resultado |
| ---- | --------------------------- | --------- |
| 2014 | Mejor Película de Animación | Nominada  |